# Sankt Veit in Defereggen
Sankt Veit in Defereggen è un comune austriaco di 693 abitanti nel distretto di Lienz, in Tirolo.